# Afrovannius
Afrovannius is een geslacht van wantsen uit de familie van de Miridae (Blindwantsen). Het geslacht werd voor het eerst wetenschappelijk beschreven door Gorczyca in 1997.

## Soorten
Het genus bevat de volgende soorten:

- Afrovannius annulicornis (Poppius, 1909)
- Afrovannius cheroti Matocq, 2020
- Afrovannius halinae Gorczyca, 1997
- Afrovannius jordi Gorczyca, 2011
- Afrovannius mahensis (Distant, 1913)
- Afrovannius schmitzi (Gorczyca, 1996)